# 18120 Литвиненко
18120 Литвиненко (18120 Lytvynenko) — астероїд головного поясу, відкритий 4 липня 2000 року.
Тіссеранів параметр щодо Юпітера — 3,549.